# St. Marys (Ohio)
St. Marys is een plaats (city) in de Amerikaanse staat Ohio, en valt bestuurlijk gezien onder Auglaize County. Het Grand Lake St. Marys ligt nabij de plaats.

## Demografie
Bij de volkstelling in 2000 werd het aantal inwoners vastgesteld op 8342.

## Geografie
Volgens het United States Census Bureau beslaat de plaats een oppervlakte van
11,3 km², waarvan 11,2 km² land en 0,1 km² water.

## Plaatsen in de nabije omgeving
De onderstaande figuur toont nabijgelegen plaatsen in een straal van 16 km rond St. Marys.

## Geboren
- Chuck Weyant (1923-2017), autocoureur